# Битва при Арлабане (1812)
Битва при Арлабане 1812 года, также известная как Вторая битва при Арлабане, произошла на горном перевале Арлабан, Гипускоа, Страна Басков, недалеко от границы с Францией, 9 апреля 1812 года во время Пиренейской войны, являющейся частью наполеоновских войн. Испанские войска численностью 3-3,5 тыс. человек во главе с Франсиско Эспос-и-Миной перехватили крупную французскую колонну (2-3 тыс. пехотинцев и 150 кавалеристов) дивизионного генерала Каффарелли. Через час французы были полностью побеждены. Испанские потери оцениваются в 30 убитых и раненых; французы же потеряли от 600 до 700 человек, а 300 были взяты в плен. Испанцы также освободили 800 испанских, британских и португальских заключенных (из них 5 офицеров) и захватили ценный конвой (оружие, багаж, два знамени, письма от Жозефа Бонапарта Наполеону и большое количество ювелирных украшений на сумму от 700 до 800 тыс. франков). Во время боя был убит личный секретарь Жозефа Бонапарта Жан Десланд.